# Kościół Podwyższenia Krzyża Świętego w Pruszczu Gdańskim

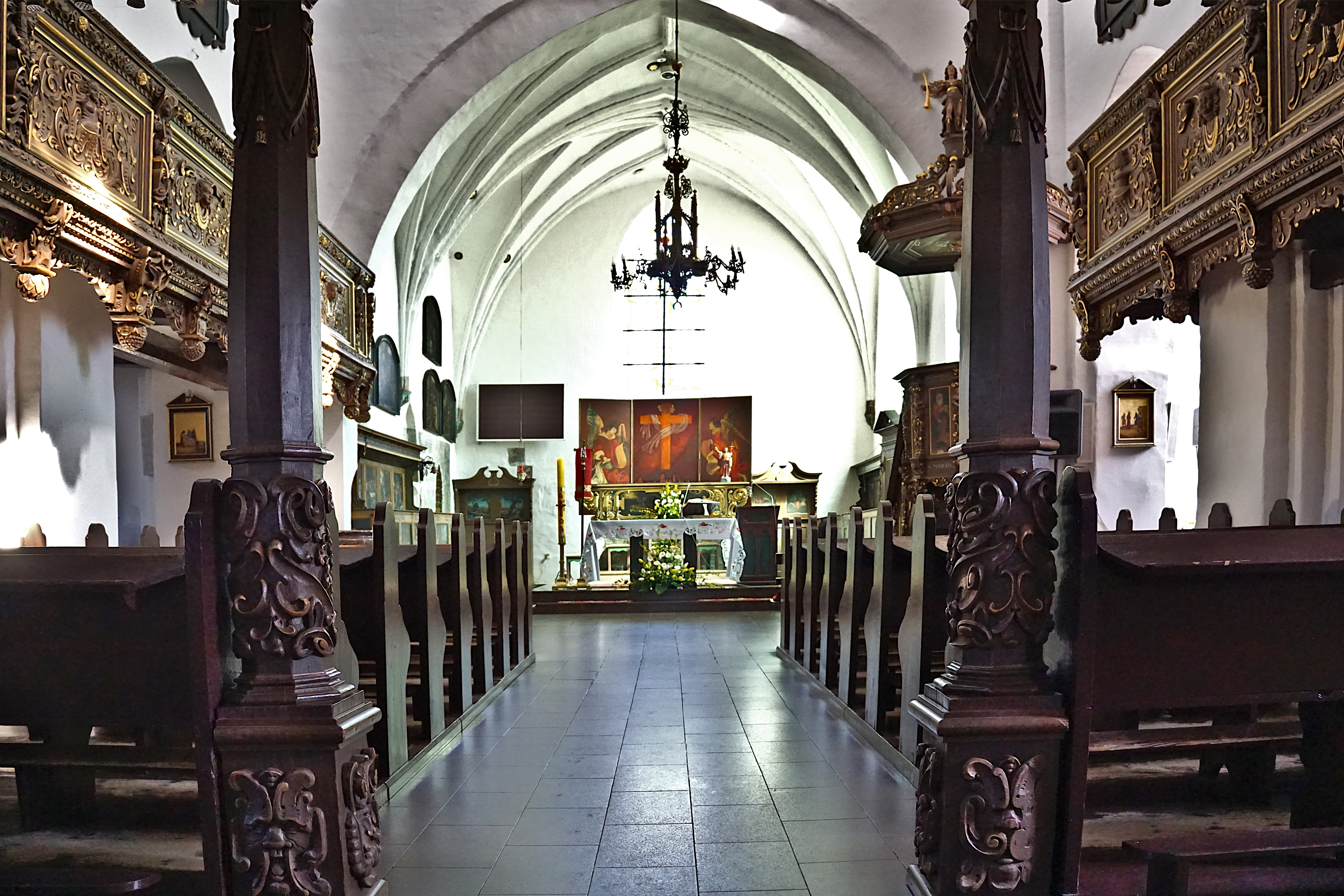
Wnętrze kościoła

Kościół Podwyższenia Krzyża Świętego w Pruszczu Gdańskim – rzymskokatolicki kościół parafialny znajdujący się w mieście Pruszcz Gdański w województwie pomorskim. Należy do dekanatu Pruszcz Gdański archidiecezji gdańskiej.

## Historia
Pierwsza świątynia murowana, została wzniesiona przed rokiem 1367 jako kościół rzymskokatolicki. W czasie pożaru wsi w 1460 roku zostały zniszczone dachy i wnętrze budowli. Po 1466 roku świątynia została odbudowana. W czasach reformacji, około 1585 roku, budowla została przejęta został przez ewangelików. W latach 1742 i 1831 świątynia była remontowana. Podczas tego ostatniego remontu został umieszczony zegar na wieży, który w 1936 roku został poddany gruntownej renowacji. Ewangelicy odprawiali nabożeństwa w świątyni do 1944 roku. W 1945 roku budowla powróciła do katolików.
Prawdopodobnie w XVII stuleciu dookoła kościoła urządzono cmentarz. Jego reliktami są ceglane ogrodzenie z bramką z 1864, brama cmentarna z 1648 z inskrypcją, pochodząca z drugiej połowy XIX w. ceglana kaplica przedpogrzebowa oraz dwa pomniki nagrobne – umieszczony na postumencie kamień z inskrypcją upamiętniającą Eugena Johsta (1878 – 1933), epitafium pastora z Rokitnicy Carla Ludwiga Hellwicha (1809-1893) oraz znacznych rozmiarów płyta nagrobna – pozostałość grobowca rodzinnego.
W 2016 przeprowadzono remont wieży kościoła, w czasie którego w blendach odtworzono malowane maswerki. Jak okazało się podczas prac konserwatorskich, zachowały się duże fragmenty tych detali, stanowiących na Pomorzu rzadkość (najbliższe tej skali maswerki znajdują się w Toruniu). 
Od 1578 do 1945 w kościele znajdował się datowany na rok 1515 i przypisywany warsztatowi Colijna de Cotera z Brukseli Ołtarz Ukrzyżowania – jeden z najbardziej okazałych zabytków malarstwa niderlandzkiego w Polsce. Po wojnie przekazany do Muzeum Narodowego w Warszawie, gdzie pozostaje do dziś, pomimo trwających od lat 80. XX wieku zabiegów władz samorządowych i kościelnych o powrót ołtarza do historycznego miejsca ekspozycji.
Zachowało się bogate, rzeźbione z drewna i polichromowane wyposażenie kościoła, m.in. renesansowa ambona z 1578 r., galeria i barokowy prospekt organowy. 
| Poliptyk Ołtarz Ukrzyżowania Colijn de Coter, (Muzeum Narodowe w Warszawie) |